# Fred Allen (Rugbyspieler)
Sir Frederick Richard „Fred“ Allen, KNZM, OBE (* 9. Februar 1920 in Oamaru; † 28. April 2012 in Auckland) war ein neuseeländischer Rugby-Union-Nationalspieler auf der Position des Verbinders und zwei Jahre lang Trainer der neuseeländischen Nationalmannschaft, den sogenannten All Blacks.

## Leben
Allen ging in Christchurch zur Schule und begann seine aktive Laufbahn 1938 beim Linwood Rugby Football Club. Nachdem er im gleichen Jahr die Jugendmannschaft Canterbury Colts als Mannschaftskapitän angeführt hatte, wurde er 1939 in den Kader der Provinzmannschaft Canterbury berufen. Dort absolvierte er auch einige Spiele als Kapitän der Mannschaft. Seine Rugbykarriere wurde durch den Zweiten Weltkrieg unterbrochen. Während des Krieges diente Allen als Leutnant der neuseeländischen Streitkräfte. In dieser Zeit spielte er für mehrere Rugbymannschaften der Streitkräfte, u. a. für die Armeemannschaft „Kiwis“, die nach dem Krieg im Rahmen der Victory Internationals durch Europa tourte. Als er anschließend nach Neuseeland zurückkehrte, ließ er sich in Auckland nieder und spielte nun für deren Provinzmannschaft. 1946 wurde er zum ersten Mal in den Kader der All Blacks berufen und sofort zum Kapitän bestimmt. Er gab sein Nationalmannschaftsdebüt am 14. September des gleichen Jahres beim 31:8-Sieg gegen Australien. 1949 führte er die Nationalmannschaft während der Tour in Südafrika an. Zwar waren alle vier Test Matches gegen die südafrikanische Nationalmannschaft eng, trotzdem verloren die All Blacks die Serie mit 0-4, obwohl sie mehr Versuche legten als ihr Gegner. Dabei konnte Allen aus Verletzungsgründen nur an zwei Test Matches teilnehmen.
Nach dieser Tour trat Allen vom aktiven Rugbysport zurück und begann eine Laufbahn als Trainer. Er wurde 1957 Auswahltrainer der Auckland RFU und war bei der Verteidigung des Ranfurly Shields in den späten 1950er und frühen 1960er Jahren sehr erfolgreich. Insgesamt konnte Auckland den Shield zwischen 1960 und 1963 25 mal hintereinander verteidigen, was damals ein neuer Rekord war. 1966 wurde er der neuseeländische Nationaltrainer. Die All Blacks waren in den zwei Jahren unter seiner Amtsführung äußerst erfolgreich, da sie alle 14 abgehaltenen Länderspiele mit ihm als Trainer gewinnen konnten. Der neuseeländische Rugbyverband, die New Zealand Rugby Football Union (NZRFU), verlieh Allen aufgrund seiner Verdienste die Steinlager Salver im Jahr 2002. Außerdem wurde Allen 2005 in die International Rugby Hall of Fame aufgenommen.
Am 7. Juni 2010 wurde Allen als Knights Companion of the New Zealand Order of Merit für seine Verdienste um das Rugby in den persönlichen Adelsstand erhoben. Bereits 1990 erlangte er den Verdienstorden Order of the British Empire.